# Astaena longula
Astaena longula är en skalbaggsart som beskrevs av Moser 1921. Astaena longula ingår i släktet Astaena och familjen Melolonthidae. Inga underarter finns listade.